# Jan-Christoph Gockel
Jan-Christoph Gockel (* 9. Juli 1982 in Gießen) ist ein deutscher Theater- und Filmregisseur sowie Theaterautor. Er ist Mitbegründer und künstlerischer Leiter der Theaterkompanie peaches & rooster.

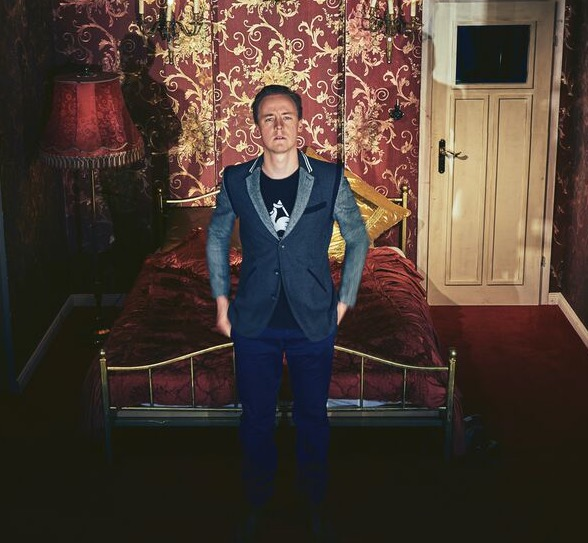
Jan-Christoph Gockel 2020 im Bühnenbild von Meister und Margarita.

## Leben und Wirken
Jan-Christoph Gockel wuchs als ältester von sechs Brüdern bei Kaiserslautern auf und studierte Theater-, Film- und Medienwissenschaft in Frankfurt am Main u. a. bei Hans-Thies Lehmann sowie Regie an der Hochschule für Schauspielkunst Ernst Busch in Berlin. Sein Studium schloss er 2009 mit der Uraufführung von Nina Enders Die Wissenden an der Schaubühne am Lehniner Platz ab und war anschließend als freier Regisseur tätig.
Gockel erhielt mit seinen Arbeiten Einladungen zum Heidelberger Stückemarkt und den Autorentheatertagen am Deutschen Theater Berlin. Die Texte entwickelt er häufig selbst und in Zusammenarbeit mit den Ensembles wie beispielsweise bei Grimm. Ein deutsches Märchen, Ramstein Airbase: Game of Drones, Ich bereue nichts (über das Leben Edward Snowdens) und Der siebte Kontinent–Reise zur grössten Mülldeponie der Erde.
Seit 2013 beschäftigt er sich intensiv mit dem afrikanischen Kontinent. Das Verhältnis Europas zu den ehemaligen Kolonien, die Auswirkungen des Kolonialismus und wirtschaftliche Abhängigkeiten wurden zum Thema von Kongo–Müller, Herz der Finsternis, Der Auftrag: Dantons Tod und Coltan-Fieber, dessen Premiere 2014 während des Volksaufstands in Ouagadougou, Burkina Faso stattfand. Die burkinische Revolution von 2014 wurde Thema für Gockels ersten Langfilm die Revolution frisst ihre Kinder. Außerdem bearbeitete Gockel auch zahlreiche Romane für die Bühne, u. a. Imperium und Ich werde hier sein im Sonnenschein und Schatten von Christian Kracht, Öl! von Upton Sinclair, Der talentierte Mr. Ripley von Patricia Highsmith, Das Eis von Vladimir Sorokin und Der Untertan von Heinrich Mann.
Seit 2014 ist Gockel Regisseur am Staatstheater Mainz, wo er u. a. Die Ratten, Macbeth und Die Nibelungen inszenierte – immer gemeinsam mit Michael Pietsch. Die beiden verbindet seit ihrer gemeinsam verbrachten Jugend eine intensive Arbeitsbeziehung. Zusammen gastierten sie u. a. am Schauspielhaus Graz, Staatsschauspiel Dresden, Schauspielhaus Bochum, Schauspiel Frankfurt und Théâtre National Wallonie-Bruxelles. 2017 gründeten sie gemeinsam ihre eigene Kompanie „peaches&rooster“.
Zur Spielzeit 2020/21 wurde Gockel Teil des Leitungsteams der Münchner Kammerspiele.

## Inszenierungen Theater (Auswahl)
- 2008: h ha hamlet, bat-Studiotheater, Berlin, eingeladen zum Körberstudio Junge Regie 2008
- 2009: Gott ist Schönheit von Kristian Smeds, deutschsprachige Erstaufführung Theater Osnabrück, eingeladen zum Festival »theaterszene europa«, Köln
- 2010: Psychiatrie! Uraufführung Kabelwerk Wien, nominiert für den Nestroy-Spezialpreis 2010
- 2011: Der talentierte Mr. Ripley nach Patricia Highsmith, Schaubühne am Lehniner Platz
- 2012: Die Möwe von Anton Tschechow, Badisches Staatstheater Karlsruhe
- 2012: Hamlet von William Shakespeare, Oldenburgisches Staatstheater
- 2013: Metropolis nach dem Film von Fritz Lang und dem Roman von Thea von Harbou, für die Bühne bearbeitet von Jan-Christoph Gockel & David Schliesing, Theater Bonn
- 2014: Coltan-Fieber, ein Theaterprojekt von Jan-Christoph Gockel & Ensemble, Uraufführung in Ouagadougou (Burkina Faso), Kinshasa (DR Kongo), Köln; die Produktion tourte durch die DR Kongo, durch Kongo-Brazzaville, Deutschland und Österreich
- 2014: Kongo-Müller, Theatrale Fallstudie von Jan-Christoph Gockel, Laurenz Leky und Nina Gühlstorff, Uraufführung Theater die Rampe, Stuttgart
- 2015: Ramstein Airbase: Game of Drones, ein Projekt von Jan-Christoph Gockel, Uraufführung, Staatstheater Mainz
- 2015: Merlin oder Das wüste Land von Tankred Dorst, Mitarbeit Ursula Ehler, Schauspielhaus Graz
- 2016: Macbeth von William Shakespeare, Staatstheater Mainz
- 2016: Imperium nach Christian Kracht, Schauspielhaus Wien, nominiert für den Nestroy-Theaterpreis 2016 („Beste Regie“)
- 2017: Parole Kästner! von Jan-Christoph Gockel unter Verwendung von Originaltexten von Erich Kästner, Uraufführung Staatsschauspiel Dresden
- 2017: Der Auftrag: Dantons Tod, mit Texten aus Heiner Müllers Der Auftrag und Georg Büchners Dantons Tod, Schauspielhaus Graz, Nestroy-Theaterpreis 2017 („Beste Bundesländeraufführung“)
- 2018: Frankenstein nach Mary Shelley, Théâtre National Wallonie-Bruxelles, Prix de la Critique (Création artistique et technique)
- 2018: Moby Dick nach Herman Melville, Schauspiel Stuttgart
- 2019: Ljod – Das Eis – Die Trilogie von Vladimir Sorokin, Staatstheater Mainz, Shortlist Theatertreffen 2020
- 2019: Woyzeck von Georg Büchner, mit Texten von Fiston Mwanza Mujila und Heiner Müller, Staatsschauspiel Dresden
- 2020: Orestie von Aischylos, Deutsch von Peter Stein, Schauspiel Frankfurt

## Filme

### Die Revolution frisst ihre Kinder!
Die Revolution frisst ihre Kinder! (eine Produktion des Schauspielhaus Graz, AT/Burkina Faso, 73 min, Verleih: sixpackfilm) ist Gockels erster Spielfilm, der am 25. Oktober 2020 bei der Viennale Premiere hatte. Der Film war auch für den Wettbewerb um den Großen Diagonale-Preis in der Kategorie Spielfilm bei der Diagonale’20 – Festival des österreichischen Films nominiert.
In Die Revolution frisst ihre Kinder! prallen unterschiedliche globale Realitäten aufeinander: Theater und Film, Fiktion und Dokumentation, Puppenspiel und Re-enactment. Im Zentrum der Geschichte steht eine Theatergruppe, die nach Burkina Faso aufbricht und sich in einer Revolution verliert. Diese hat Jan-Christoph Gockel 2014 selbst erlebt.

### Staatsakt zum Tag der Deutschen Einheit 2017
Für den Staatsakt zum Tag der Deutschen Einheit 2017 übernahm Gockel die Regie für zwei Kurzfilme (Text: Harald Martenstein), live begleitet vom Philharmonischen Staatsorchester Mainz unter der Leitung von Hermann Bäumer, ausgestrahlt im ZDF. In der Hauptrolle ist eine von Michael Pietsch gebaute Figur zu sehen, Vater Rhein. In den beiden Filmen und in einer live auf der Bühne gespielten Szene werfen Vater Rhein und Lorelei (gespielt von Caroline Peters) einen humoristischen, aber auch kritischen Blick auf den bekannten deutschen Fluss, der nicht nur Deutschland, sondern auch Europa verbindet, sie verhandeln deutsche Errungenschaften, Abgründe, lokale Besonderheiten und Mythen.
Der Film Beethoven – Ein Geisterspiel (Koproduktion vom Staatstheater Mainz und ZDF/3sat unter Gockels Regie) wird im Juni 2020 auf 3sat ausgestrahlt.

### Coltan-Fieber: Connecting People
2014 lernte Gockel auf einer Recherchereise durch den Osten des Kongo Yves Ndagano kennen, der den Wunsch äußerte, über seine Kindheitserlebnisse als Kindersoldat und Schürfer in einer Coltan-Mine zu sprechen. Zusammen mit dem kongolesischen Filmemacher TD Jack Mahamba Muhindo realisierte Gockel daraufhin den Dokumentarfilm Coltan-Fieber: Connecting People, der seine Weltpremiere beim Filmfestival Max Ophüls Preis 2022 feierte.

## Auszeichnungen
Gockels Theaterarbeiten wurden mehrmals für den Nestroy-Theaterpreis nominiert (Psychiatrie! 2010, Imperium 2016), den er 2017 für Der Auftrag: Dantons Tod und 2019 für Die Revolution frisst ihre Kinder! gewann. Die internationale Arbeit Frankenstein (Théâtre National Wallonie-Bruxelles) gewann 2018 den Prix de la Critique in der Kategorie „Meilleure Creation artistique et technique“. Einladungen führten seine Inszenierungen zum Heidelberger Stückemarkt, zu den Mülheimer Theatertagen, dem Dramatiker*innenfestival Graz und zu den Autorentheatertagen des Deutschen Theaters Berlin.